# 学甲集和宮ムカデ陣

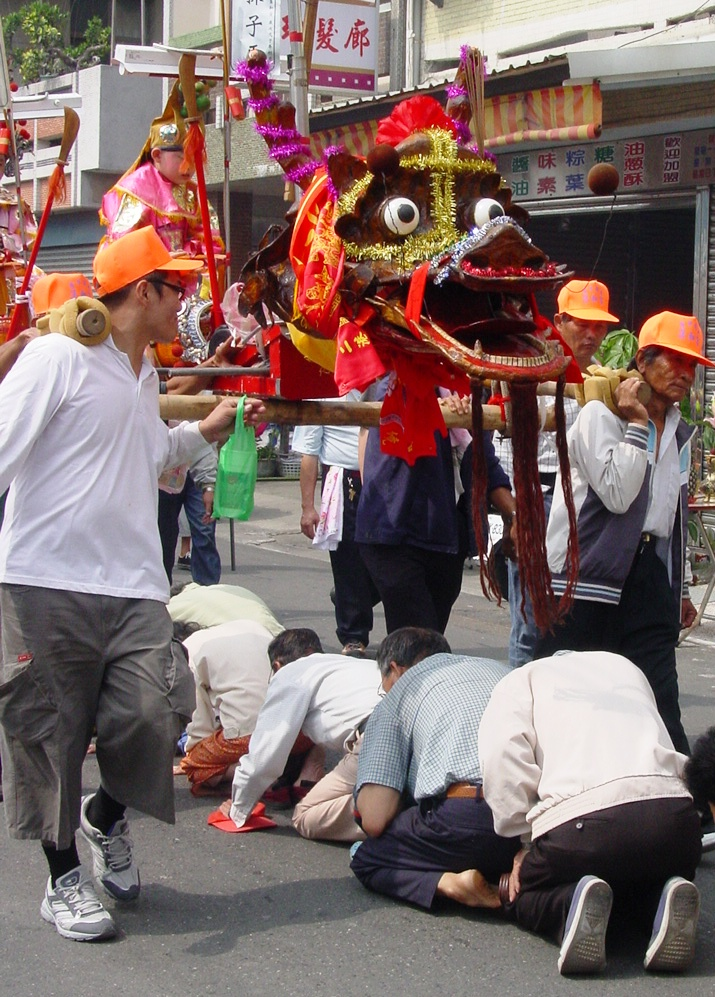
2008年の学甲ムカデ陣

学甲集和宮ムカデ陣（がっこうしゅうわみやむかでじん）は、人力で担いで行う古代の礼儀作法に従う台湾で唯一の芸陣である。

## 陣頭とその歴史沿革
ムカデ陣 (Centipede_parade) は普通、ムカデ閣やムカデ棚などを呼ばれていることもある。
外見は長方形の木板との連接が見え、自由に移動できる。
木板でムカデの体を模倣するから、パレードする際にはムカデのように歩いている様子。
木板の上でそれぞれ一人や二人の児童が座り、歴史人物や神様などを演じ、地域の安定や悪霊の除去などの宗教の機能を果たす。
その故、この陣はまた「百足真人陣」の別称がある。
この陣は伝統的に人力で担いでパレードする。
しかし近年より、肩に担いでパレードするのはかなり辛い、それにパレードする範囲が広くなったから、人手の募集はどんどん難しくなり、人件費も上がっている。
ほどんどの宗教団体は、ムカデ陣の棚の下に車輪を取り付け、人力で担いで行う。
この陣頭は今、人力労働を節約する方向に進んでいる。
また、陣の前端に様々な動力機械で引っ張る手段もある。
台南学甲後社集和宮のムカデ陣は、創立してから今日まで120年以上の歴史が経った。
集和宮は伝統的な習俗を保ち、人力で儀式を行う。
神筈(ポエ)を投げる方法で参加者達に役割を選ばせ、上白礁刈香（シャンバイジャオ-イシャン）のイベントも参加するので、「十個見ずにはいられない陣頭」の評判を獲得した。
学甲集和宮ムカデ陣は2006年（中華民国95年）に国家重要民俗文化資産を登録された。

## 特色と伝統
他のムカデ陣とは違い、学甲集和宮のムカデ陣は完全に他の外力を利用せずに人力で儀式を行うこと（地域を巡行する）を貫いていく。
全て人力で移動するため、ムカデの体の上にいて神様や人物を演じる36人の子供たちを除けば、祭りを完成させるには百人以上の人数が必要。
一般的には152人で輪番し、200人以上が必要する時もある。
もう一つ他とは異なる所は、龍を頭にして鳳を尾にする姿。
1991年（中華民国80年）に、「ムカデ公」の根源を探求するのを助けるため、集和宮は学甲慈済宮保生大帝様をお招き、地上に降り立った。
保生大帝様が「ムカデ公」は青龍神の転生と指し示し、保生大帝に補佐していたことと、悪霊や邪霊退散の功績があるため、大帝の護衛に冊封された。
「ムカデ公」の誕生日は中国暦の6月25日。保生大帝様に補佐する神の故、ムカデ陣が地域を巡行する時、住民たちは必ず香炉や燭台を用意して祭りを行う。
信徒たちが「ムカデ公」に跪き、ムカデ陣が通れることを望み、地域の平穏と信者の健康を祈る。これも、学甲地域の特色になった。

## 巡行
ムカデ陣が巡行する時、ムカデの体の上にいる子供たちが、歴史や物語に基づいて神様や人物を演じる。
しかし、各陣頭により選ばれた物語が異なる。学甲集和宮は元々13の演劇：
「薛仁貴が東征」、「狄青と八宝との戦い」、「薛丁山が西征」、「羅通が北伐」、「隋唐演義」、「白虎と青竜との戦い」、「薛剛の騒ぎ」、
「五虎が西方平定」、「五虎が南方平定」、「水滸伝」、「郭子儀と安南国との大戦」、「狄青が軍服を運ぶ」、「岳飛伝」などもある。
しかし今は、6の演劇しかよく見られなかった。
メインキャラクターや人気ある者が必ず歴史や物語で存在するから、特定の役割に執着して争いを起きないように、巡行する前には子供たちが神筈(ポエ)を投げて役割を分配する。